# Mo & Benoeli
Mo & Benoeli, ook bekend als The Glimmers, is een dj-duo uit Gent dat bestaat uit Mo Becha en David Fouquaert. Ze begonnen te draaien in de jaren 1980, nadat ze in contact kwamen met New Beat. Rond de millenniumwissel wijzigde de naam in The Glimmer Twins, maar omdat dit ook de bijnaam is van Mick Jagger en Keith Richards, werd deze nieuwe naam later afgekort tot The Glimmers.
Mo & Benoeli vormen samen met Tim Vanhamel, Ben Brunin (Vive la Fête) en Stéphane Misseghers (dEUS) de Disko Drunkards.
Onder de naam Mo & Benoeli werd onder meer opgetreden op het Dour Festival. Ze brachten een aantal remixalbums uit op Eskimo Recordings en mixten Fabriclive 31 voor de Londense club en platenlabel Fabric. De Internationale doorbraak kwam er pas toen ze hun naam reeds veranderd hadden in The Glimmers.